# Bóly
Bóly là một thành phố thuộc hạt Baranya, Hungary. Thành phố này có diện tích 25,38 km², dân số năm 2010 là 4002 người, mật độ 158 người/km².